# Итальянский математический союз
Итальянский математический союз (итал. Unione Matematica Italiana, U.M.I.) — математическое общество, функционирующее в Италии. Основано 7 декабря 1922 года усилиями Луиджи Бьянки, Вито Вольтерра и особенно Сальваторе Пинкерле, ставшего его первым президентом. Союзом издаётся журнал Bollettino dell'Unione Matematica Italiana, содержащий два раздела: один для исследовательских, и другой — для обзорных статей.

## Награды
Итальянским математическим союзом учреждены следующие награды:
- Премия Бартолоцци[англ.]
- Премия Качиопполи[англ.]
- Премия Трикерри[фр.]
- Премия Винти[итал.]
- Премия Фикеры[итал.]
- Медаль Стампаккья[англ.]